# Euryaulax variabilis
Euryaulax variabilis är en insektsart som beskrevs av Schmidt 1927. Euryaulax variabilis ingår i släktet Euryaulax och familjen spottstritar. Inga underarter finns listade i Catalogue of Life.